# نیروی هوایی پرتغال
نیروی هوایی پرتغال در تاریخ یکم ژوئیهٔ ۱۹۵۲ با ادغام هواناوبری زمینی(Aeronáutica Militar) و هوانوردی دریایی(Aviação Naval) بنیان گذاشته شد.نیروی هوایی پرتغال یکی از شاخه‌های سه گانه نیروهای مسلح پرتغال است و تاریخ آن به سال ۱۹۱۲ که هوانوردی نظامی برای نخستین بار در پرتغال به کار گرفته شد باز می‌گردد.

## تاریخچه

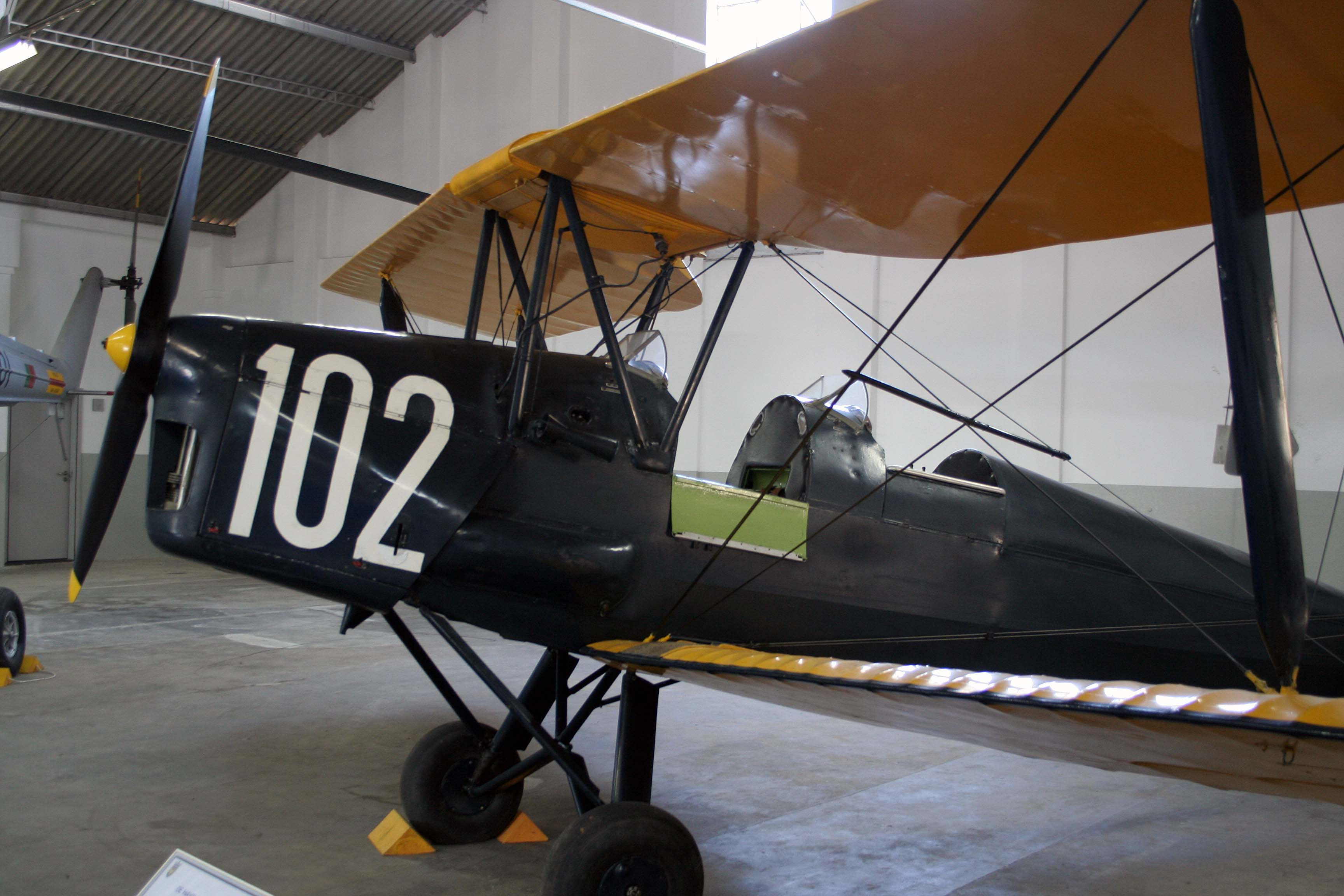
دی هاویلند تایگرمث در موزهُ نیروی هوایی پرتغال

تاریخچهٔ هوانوردی نظامی پرتغال به سال ۱۹۱۱ باز می‌گردد، هنگامی که یک شرکت بالون سازی به عنوان بخشی از خدمات تلگرافی نیروی زمینی بر پا شد. در خلال جنگ جهانی یکم برای برپایی یک یگان هوایی به عنوان بخشی از نیروهای درگیر در جنگ در جبههٔ غرب برنامه‌ریزی شد، ولی این یگان هوایی هرگز فعال نگردید. بسیاری از هوانوردان پرتغالی که قرار بود در آن یگان هوایی مشغول به کار شوند در اسکادران‌های فرانسوی و بریتانیایی مشغول به خدمت شدند. در نوامبر ۱۹۱۷ خلبان تک‌خال اسکار منترو تورس نخستین خلبان پرتغالی بود که در نیروی هوایی کشته شد. هواپیمای اسپاد اس.۷ او پس از این که دو جنگندهٔ آلمانی را سرنگون کرد مورد اصابت قرار گرفته و سرنگون شد. در موزامبیک در عملیات علیه آفریقای خاوری آلمان نیروهای پرتغالی نخستین نیروهایی بودند که در آفریقا از هواپیمای جنگی بهره برداری کردند.

### هوانوردی نیروی زمینی و هوانوردی نیروی دریایی

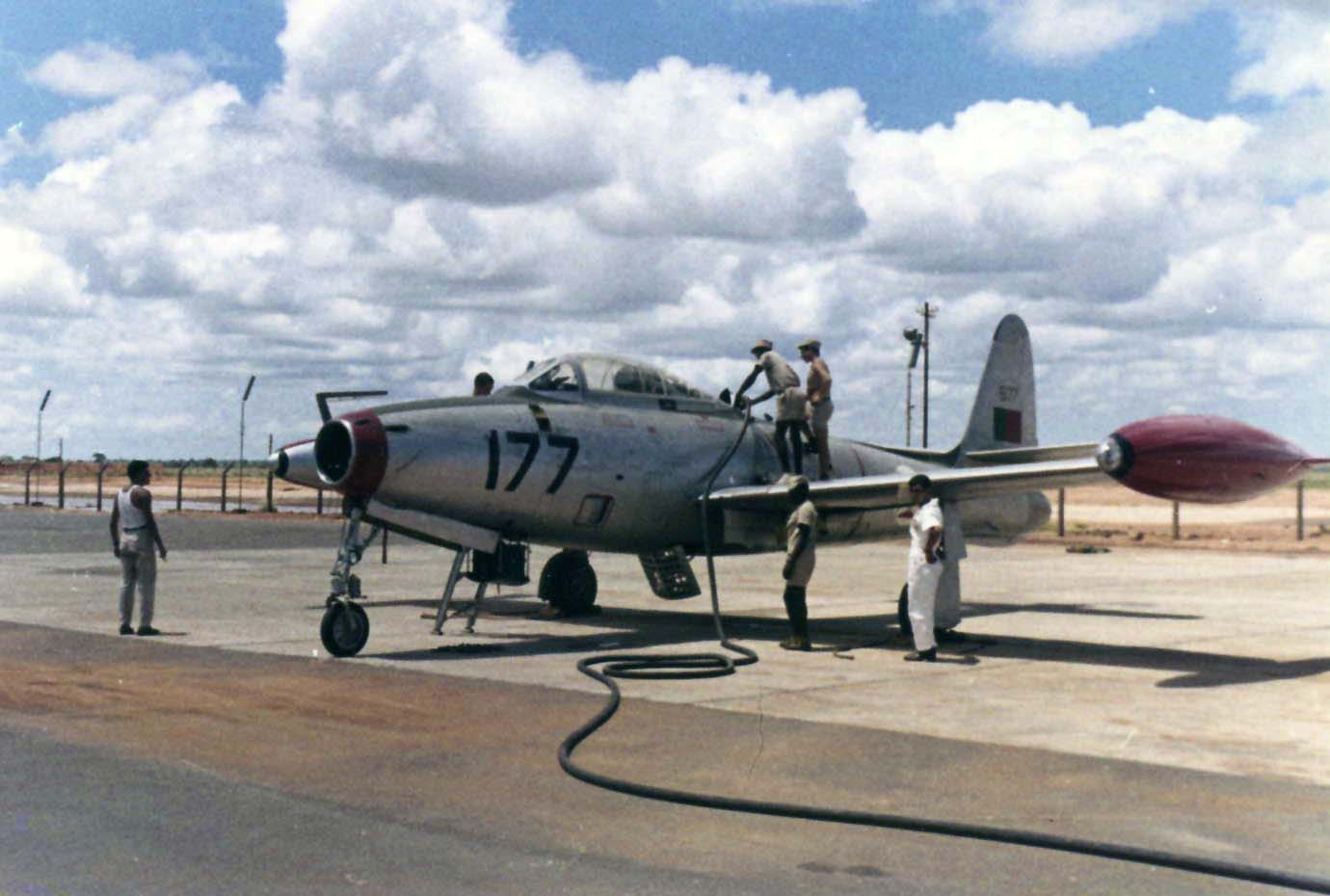
اف-۸۴ تاندرجت در آنگولا در جریان جنگ مستعمراتی پرتغال

در سال ۱۹۱۴ خدمات هواناوبری نظامی(Serviço Aeronáutico Militar) و مدرسهٔ هواناوبری نظامی(Escola Militar de Aeronáutica, EMA) بنیان گذاشته شد، ولی در سال ۱۹۱۸ بود که این دو نهاد در قالب یک سازمان به نام خدمات هوانوردی نظامی که مستقیماً وابسته به وزارت جنگ بودند سازماندهی شدند.
در سال ۱۹۲۴ هوانوردی نیروی زمینی در کنار پیاده نظام و توپخانه یک شاخهُ کاملاً نظامی گردید. در سال ۱۹۳۷ دگرگونی‌های سازمانی در آن انجام شد و به آن یک فرماندهی مستقل داده شد، گرچه در زمینهُ اداری هنوز وابسته به نیروی زمینی بود.
در سال ۱۹۱۷ خدمات و مدرسهٔ هوانوردی دریایی همراه با نخستین پایگاه هوانوردی دریایی در لیسبون برپا گردید. خدمات هوانوردی دریایی پرتغال دو بار دیگر تغییر نام داده شد. یک بار در سال ۱۹۱۸ با نام خدمات هواناوبری دریایی (Serviços da Aeronáutica Naval) و یک بار در سال ۱۹۳۱ به نام نیروی هوایی دریایی(Forças Aéreas da Armada).
از جمله درگیری‌های اولیه هوانوردی نظامی پرتغال انقلاب سال ۱۹۲۶ و جنگ داخلی اسپانیا در اواخر دههٔ ۱۹۳۰ بود. پرتغال مستقیماً درگیر جنگ جهانی دوم نبود، ولی به خاطر روابط خوب با متفقین پرتغال چندین فروند هواپیمای بریتانیایی و آمریکایی از جمله هاوکر هاریکین، سوپرمارین اسپیتفایر و پی-۴۷ ثاندربولت خریداری نمود. پرتغال در سال ۱۹۴۹ به عنوان یکی از بنیانگذاران ناتو به این سازمان پیوست.

### تاسیس نیروی هوایی مستقل
در سال ۱۹۵۲ سازماندهی نوین نیروی هوایی این نیرو را به دو شاخهٔ نیروی مستقل و نیروی همکار بخش بندی نمود. نیروی همکار نیروی هوایی آبی (با نام پیشین واحدهای هوانوردی دریایی) و نیروی مستقل نیروی هوایی خاکی بود. این سازماندهی ایجاد نیروی هوایی پرتغال به عنوان شاخه‌ای مستقل از نیروهای مسلح را در پی داشت.
با این سازماندهی نیروی هوایی پرتغال مسئولیت همهٔ زیرساخت‌های هوانوردی که تا آن زمان متعلق به نیروی زمینی و دریایی بود را به عهده گرفت. این زیرساخت‌ها عبارت بودند از:

#### زیرساخت‌هایی که از هوانوردی نیروی زمینی گرفته شد
- گروه جنگنده‌های مستقل در راسپینو با دو اسکادران جنگندهٔ هاوکر هاریکین. این زیرساخت به فرودگاه شماره ۱ تغییر نام داد و در سال ۱۹۵۵ غیر فعال شد.
- پایگاه هوایی شماره ۱ در سینترا که روی آموزش خلبانی متمرکز شد.
- پایگاه هوایی شماره ۲ در اُتا با اسکادران ترابری یونکرس ۵۲ام و ۵۳ام و سه اسکادران جنگنده که یکی مجهز جنگندهٔ تهاجمی پی-۴۷ ثاندربولت بود و دو تای دیگر مجهز به جنگندهٔ سوپرمارین اسپیتفایر.
- پایگاه هوایی شماره ۳ در تانکس با اسکادران شناسایی مجهز به هواگرد لاسیندر و اسکادران‌های جنگندهُ تهاجمی پی-۴۷ ثاندربولت.
- پایگاه هوایی شماره ۴ در لاژس با ماموریت ترابری پشتیبانی، شناسایی و جستجو و نجات که شامل اسکادران‌های مجهز به اس بی-۱۷جی فلایینگ فورترس، سی-۵۴ و نخستین هلیکوپتر نیروهای مسلح سیکورسکی یواچ-۱۹ بود.
- پایگاه هوایی لیسبون مجهز به انواع هواگردهای ترابری. در سال ۱۹۵۵ به فرودگاه شماره ۱ و در سال ۱۹۷۸ به فرودگاه ترانزیت شماره ۱ تغییر نام داده شد.

#### زیرساخت‌هایی که از هوانوردی دریایی گرفته شد
- مرکز هوانوردی دریایی آویرو در سائو ژاسینتو، اویرو، مجهز به هواپیماهای ضدزیردریایی کرتیس هلدایور. هنگامی که زیر فرمان نیروی هوایی پرتغال قرار گرفت چندین بار نام آن تغییر پیدا کرد. پایدارترین نام آن پایگاه هوایی شماره ۷ بود.
- مرکز هوانوردی دریایی ساکادورا کابرال که در دههٔ ۱۹۵۰ به مونیتیو منتقل گردید. این واحد در آغاز مجهز به نورث امریکن تی-۶ و انواع هواگردهای گرومن بود. بعداً نام آن به پایگاه هوایی شمارهٔ ۶ تغییر پیدا کرد.

### توسعهُ نیروی هوایی پرتغال
پرتغال و سرزمین‌های وابسته به این کشور در سال ۱۹۵۶ به سه منطقهٔ هوایی اصلی بخش بندی می‌شد. بعداً دو منطقهُ هوایی نیمه مستقل در درون منطقهٔ یکم ایجاد شد.
- منطقهٔ هوایی یکم که ستاد فرماندهی آن در لیسبون بود و پرتغال، جزایر آزور، مادر، گینهٔ پرتغال و کاپ ورد را پوشش می‌داد. دو منطقهٔ وابسته به آن عبارت بودند از: ۱-منطقهٔ هوایی آزور. ۲-منطقهٔ هوایی گینه و کاپ ورد.
- منطقهٔ هوایی دوم که ستاد فرماندهی آن در لواندا بود و آنگولا و سائوتومه و پرینسیپ را پوشش می‌داد.
- منطقهٔ هوای سوم که ستاد فرماندهی آن در لورنسو مارکوئس بود و موزامبیک، هند پرتغال، ماکائو و تیمور پرتغال را پوشش می‌داد.

در سال ۱۹۵۵ نخستین واحد چتربازی پرتغال تحت فرماندهی نیروی هوایی برپا شد. نیروهای چترباز پرتغال تا سال ۱۹۹۳ بخشی از نیروی هوایی پرتغال بودند، ولی پس از این تاریخ به نیروی زمینی منتقل شدند.
در سال ۱۹۵۸ نیروی هوایی آبی و نیروی هوایی خاکی کاملاً با هم یکی شده و نیروی هوایی را تشکیل دادند و هر گونه ارتباط اداری خود را با نیروی دریایی و زمینی قطع نمودند.
از سال ۱۹۶۰ به بعد تعدادی پایگاه هوایی و یکان‌های دیگر در سرزمین‌های مستعمراتی پرتغال زیر فرماندهی منطقهٔ هوایی دوم و سوم و در منطقهٔ هوایی گینه و کاپ ورد برپا شد. در میانهُ دههٔ ۱۹۶۰ چندین پایگاه هوایی در کاپ ورد، گینهٔ پرتغال، سائوتومه و پرینسیپ، آنگولا و موزامبیک برپا شد.

## سازماندهی

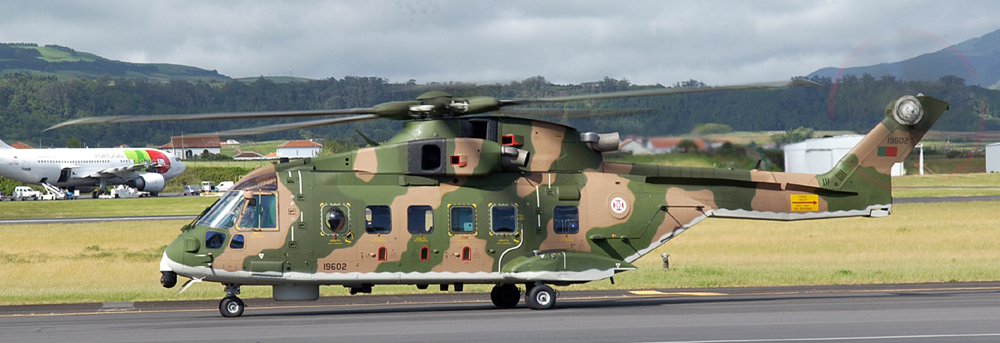
آگوستاوستلند ای دبلیو۱۰۱

ساختار نیروی هوایی پرتغال به سه سطح تصمیم گیری تقسیم می‌شود:
- برنامه‌ریزی درازمدت: مسئولیت آن در درجهُ نخست به عهدهٔ رئیس ستاد و در درجهٔ دوم به عهدهٔ جانشینان ستاد می‌باشد که معاونت‌های پشتیبانی، حفاظت اطلاعات، عملیات و پشتیبانی را هدایت می‌کند.
- برنامه‌ریزی کوتاه مدت: مسئولیت آن به عهدهٔ سه فرماندهٔ اصلی نیروی هوایی است که رهنمودهای نظری را به دستورهای عملیاتی و فنی تبدیل می‌نماید. این سه فرمانده اصلی عبارتند از: فرماندهٔ عملیات، فرماندهٔ پرسنلی، فرماندهٔ اداری و پشتیبانی.
- اجرا: مسئولیت آن به یکان‌های بنیادینی که بسته به سلسه مراتب و کارکرد به فرماندهی مربوطه وابسته است می‌شود. این واحدها به سه گروه دسته بندی می‌شوند: گروه عملیاتی، گروه تعمیر و نگهداری و گروه پشتیبانی که بسته به ماموریت محول شده سازماندهی می‌شوند. این واحدها مسئولیت انجام دستورها و انجام عملیات هوایی را به عهده دارند.

### ستاد نیروی هوایی

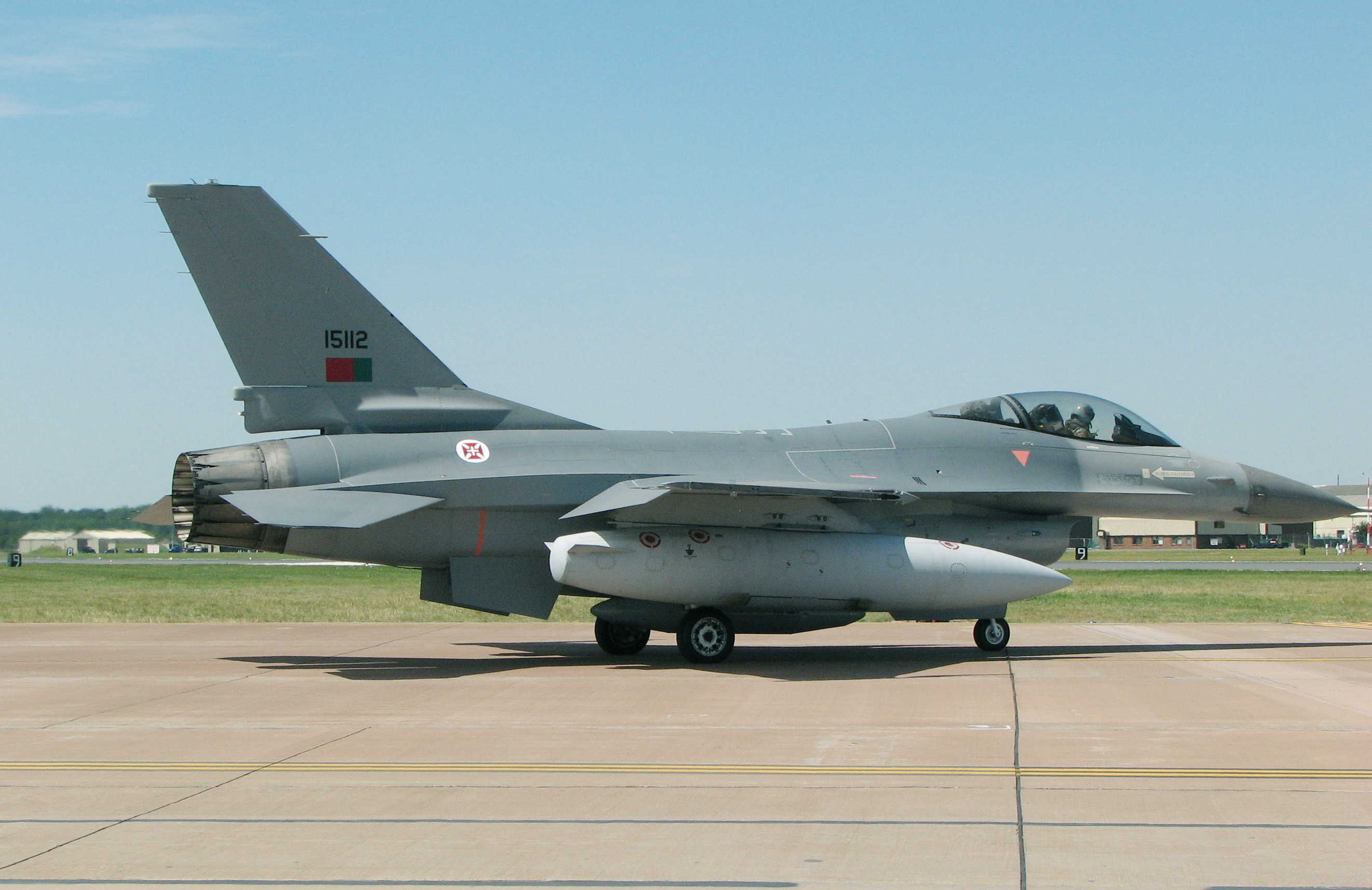
جنرال داینامیکس اف-۱۶ فایتینگ فالکن

ستاده نیروی هوایی مسئول مطالعه، طراحی و برنامه‌ریزی فعالیت‌های نیروی هوایی و پشتیبانی از تصمیم رئیس ستاد هستند. ستاد شامل فرماندهی پرسنلی، فرماندهی حفاظت اطلاعات، فرماندهی عملیات، فرماندهی پشتیبانی و واحدهای پشتیبانی می‌شود و زیر مجموعه‌های زیر را زیر فرماندهی خود دارد:
- بازرسی نیروی هوایی
- بنیاد پژوهش‌های کلان
- آکادمی نیروی هوایی
- مدیریت علوم کامپیوتر
- موزهُ هوایی
- آرشیو تاریخی نیروی هوایی
- گروه موسیقی نیروی هوایی

### فرماندهی اداری و پشتیبانی
فرماندهی اداری و پشتیبانی تحت فرماندهی یک سرلشکر قرار دارد و ماموریت آن مدیریت منابع مادی و تدارکات برای اجرای برنامه‌ها و دستورها است و یکان‌های زیر را زیر فرمان خود دارد:
- مدیریت پشتیبانی
- مدیریت الکترونیک
- مدیریت زیرساخت‌ها
- مدیریت مکانیک پرواز
- یکان ترابری
- خدمات اداری
- ادارهُ مهمات
- انبارداری
- گروه مهندسی فرودگاه‌ها
- مرکز تعمیر و نگهداری الکترونیک

### فرماندهی عملیات
فرماندهی عملیات نیروی هوایی نیز تحت فرمان یک سرلشکر نیروی هوایی قرار دارد و بر کارآیی، توانایی هوایی و دفاع از قلمرو هوایی کنترل و نظارت می‌کند. همچنین امنیت پایگاه‌ها و واحدهای نیروی هوایی بر عهدهٔ فرماندهی است.

### فرماندهی پرسنلی
فرماندهی پرسنلی نیروی هوایی نیز به عهدهٔ یک سرلشکر نیروی هوایی است که منابع انسانی نیروی هوایی را منطبق با برنامه‌ها و دستورهای فرماندهی عملیات اداره می‌نماید. یکان‌های زیر تحت فرماندهی پرسنلی قرار دارند:
- مدیریت پرسنلی
- مدیریت آموزش
- مدیریت پزشکی
- شورای دادگستری و دیسیپلین
- شورای رفاه اجتماعی
- شورای پشتیبانی مذهبی
- بنیاد بهداشت نیروی هوایی
- بیمارستان نیروی هوایی
- مرکز پزشکی هواناوبری
- مرکز روانشناسی نیروی هوایی
- مرکز سربازگیری نیروی هوایی
- مرکز آموزش نظامی و فنی نیروی هوایی